# Internationalen (tidning)
Internationalen är en tidning som ges ut av tankesmedjan Socialistisk Politik, tidigare Socialistiska partiet. Tidningen hette mellan 1971 och 1974 Mullvaden. Utgivningsperioden  1979-01-05--2006-12-14 klassar Kungliga Biblioteket tidningen som dagstidning. Till och med 2023 var Internationalen berättigad till statligt presstöd och gavs ut som veckotidning på papper. Från och med 2024 ges den ut i form av nättidning med kontinuerlig pulicering av artiklar.

## Redaktion
Redaktionsort för tidningen har hela tiden varit i Stockholm. Tidningen klassades som dagstidning av kungliga Biblioteket 1979-2006. Den kom då ut en gång i veckan till november 1980 fredagar, sedan torsdagar. De första åren är utgivningsdag osäker. Bland tidningen chefredaktörer genom tiderna märks Gunnar Wall och Håkan Blomqvist. Bland tidningens övriga skribenter märks Stieg Larsson, Kjell Östberg och Andreas Malm. Tidningen var en politisk dagstidning enligt KB.  Politisk tendens för tidningen var kommunistisk till 1 januari 1995 sedan klassar KB tidningen som demokratisk socialistisk till 2006.
Med papperstidningen samdistribuerades en gång i kvartalet en ideologisk tidskrift vid namn Röda rummet samt den teoretiska tidskriften Tidsignal.
| Period                 | Ansvarig utgivare     | Period                 | Redaktör          |
| 1979-01-05--1980-01-02 | Kentrschynskyj, Taras | 1995-01-01--2001-07-25 | Karlström, Gunvor |
| 1980-01-11--1982-12-23 | Wall, Gunnar          | 2001-07-26--2001-08-01 | Espvall, Marco    |
| 1983-01-13--2005-10-06 | Blomqvist, Håkan      | 2001-08-02--2005-03-31 | Karlström, Gunvor |
| 2005-10-13--2006-12-14 | Beeck Malin           | 2005-04-07--2006-12-14 | Beeck, Malin      |

## Tryckning
Förlaget  hette 1979-01-05--1982-02-04 Kommunistiska arbetareförbundet i Stockholm från 11 februari 1982 Socialistiska partiet  i Stockholm.
| Period                 | Tryckeri                              | Ort       | Kommentar |
| 1979-01-01--1979-12-31 | uppgift saknas                        |           |           |
| 1980-01-02--2001-12-31 | Norrtelje tidningstryckeri aktiebolag | Norrtälje |           |
| 2002-01-10--2006-03-31 | Tabloidtryck i Norden AB              | Norrtälje |           |
| 2006-04-06--2006-12-14 | V-TAB                                 | Norrtälje |           |

Satsytan var från 1979 ren tabloid 37x 25 cm, sedan 1993-1998 mindre 29 x 22 cm och till 2006 cirka 30 x 22 cm. Tidningen trycktes i svart men en tilläggsfärg till 1985 sedan i  fyrfärg. Tidningen hade 12-28 sidor med minst sidor 1980 och flest sidor 2000 och 2002. Tidningens upplaga som dagstidning var max 2900 1979 och minimum 1900 exemplar flera år bland andra 2005-2006. 1979 kostade tidningen 100 kr som steg till 150 1990, 460 kr år 2000 samt 520 2006.